# تشارلز مورتيمر
تشارلز مورتيمر (بالإنجليزية: Charles Mortimer)‏ هو ممثل بريطاني (وحمل سابقاً جنسية المملكة المتحدة لبريطانيا العظمى وأيرلندا)، ولد في 1885، وتوفي في 1964.

## وصلات خارجية
- تشارلز مورتيمر على موقع IMDb (الإنجليزية)
- تشارلز مورتيمر على موقع قاعدة بيانات الفيلم (الإنجليزية)